# 金州第一儲蓄互助社
金州第一儲蓄互助社 (簡稱 ) 是一間總部位於美國加州首府沙加緬度的儲蓄互助社，至2014年為止共設有82間全服務分社，遍及加州全58郡中的38郡。
互助社最初是以加州公務員第一儲蓄互助社 (California State Employees' Credit Union #1) 為名於1933年創立，1961年遷入第一間永久社址，1977年改為現名，同年總資產達到$1億美元。2015年互助社以$1.2億美元取得NBA球隊沙加緬度國王市中心新球場20年的冠名權，為金州第一中心 (Golden 1 Center)。

## 備註
1. ↑  .   [2014-04-14]. （原始内容存档于2013-10-29）.
2. ↑  .   [2014-04-14]. （原始内容存档于2020-11-12）.
3. ↑   (PDF): 14.   [2012-11-20]. （原始内容存档 (PDF)于2017-02-24）.